# El Último Tour del Mundo
El Último Tour del Mundo (estilizado em letras minúsculas) é o terceiro álbum de estúdio solo e o quarto no geral do rapper e cantor porto-riquenho Bad Bunny. Foi lançado em 27 de novembro de 2020, pela Rimas Entertainment, apenas nove meses após o lançamento de seu álbum anterior YHLQMDLG, que alcançou sucesso comercial e aclamação da crítica. Composto por dezesseis faixas, é principalmente um disco de trap e reggaeton infundido com uma variedade de subgêneros provinientes da música rock, e apresenta participações de Jhay Cortez, Rosalía e Abra. O título do álbum se refere a como Bad Bunny imaginou que será sua última turnê de shows no ano de 2032. O material foi escrito e gravado durante a quarentena obrigatória causada pela COVID-19. Tornou-se o primeiro álbum totalmente em espanhol a alcançar o número um na Billboard 200 dos Estados Unidos.

## Antecedentes e lançamento
Bad Bunny confirmou o lançamento de seu terceiro álbum de estúdio em 29 de fevereiro de 2020, quando cantou a música "<3": "este álbum é tão quente, fiz isso por todos vocês; e em nove meses voltarei e lançarei outro; [pretendo] aposentar-me agradavelmente como Miguel Cotto". Em 30 de outubro, o primeiro single do trabalho, "Dakiti", com a participação do cantor compatriota e amigo próximo Jhay Cortez, foi lançado, alcançando o primeiro lugar na parada Billboard Global 200. O nome do projeto foi liberado no vídeo da canção, em que um grande caminhão passa com uma mensagem que mostra o título. Em 24 de novembro de 2020, ele novamente sugeriu um novo álbum, tweetando a palavra "Temazo", que se traduz em "acertar". Ele postou uma postagem semelhante no Twitter antes de YHLQMDLG ser lançado. No dia seguinte, ele anunciou a data de lançamento do disco, seu título e lista de faixas. O álbum foi lançado em 27 de novembro, junto com um vídeo do single "Yo Visto Así", com participações especiais de, entre outros, Ricky Martin e Sofía Vergara.

## Composição e gravação
El Último Tour Del Mundo é um álbum pertencente aos gêneros trap latino e reggaeton infundido com uma variedade de subgêneros provinientes da música rock, nomeadamente rock alternativo, indie rock e post-punk, assim como influências do pop alternativo, new wave, eletrônica, hip hop e R&B. A obra foi considerada o "trabalho mais pessoal e criativamente ambicioso de Bad Bunny". Um trabalho "experimental, futurista e ousado", e seu projeto "mais introspectivo, às vezes acústico" que contém apenas duas colaborações: uma com Abra, um artista de R&B, e a outra com Rosalía ("La Noche de Anoche"). Ambas as músicas foram gravadas separadamente, devido a quarentena obrigatória causada pela COVID-19. Sobre a falta de participações especiais, Bunny afirmou: "Achei que era hora de demonstrar [minha] versatilidade e trazer algo novo para os fãs". Ele chamou o disco de "completamente diferente de YHLQMDLG. Este é um álbum mais sentimental, mais descontraído, o tipo de coisa que você pode ouvir em seu quarto"; e descreveu sua musicalidade como "rock 'n' roll, [com] muitas guitarras – tem uma música que só tem guitarra – é mais musical, tem mais fusões, e também reggaetón e rap". El Último Tour Del Mundo foi concebido inteiramente durante a quarentena de 2020. Bunny trabalhou no álbum durante uma viagem, para Los Angeles e México, e em sua casa em Porto Rico.

## Crítica profissional
| Críticas profissionais | Críticas profissionais |
| Pontuações agregadas   | Pontuações agregadas   |
| Fonte                  | Avaliação              |
| ---------------------- | ---------------------- |
| Metacritic             | 83/100                 |
| Avaliações da crítica  |                        |
| Fonte                  | Avaliação              |
| AllMusic               | [ 17 ]                 |
| Pitchfork              | 7.7/10                 |
| Rolling Stone          | [ 13 ]                 |

No Metacritic, que atribui uma classificação normalizada de 100 às resenhas dos críticos convencionais, o álbum tem uma pontuação média de 83 com base em 4 resenhas, indicando "aclamação universal".
Thom Jurek do banco de dados AllMusic chamou El Último Tour Del Mundo de "o passeio mais aventureiro", que pode levar os fãs de longa data a "ouvirem para entende-lo totalmente", mas no final das contas "deixará seus ganchos infecciosos, vermes e estranheza totalmente incorporados." Para o Remezcla, Diego Urdaneta notou que Bunny está "mais interessado em [desenvolver] seu legado artístico do que em previsibilidade", que o escritor considera "um projeto a ser seguido por muitos artistas a fim de quebrar as barreiras da música latina dominante e ousar inovar dentro do reaggetón e trap", já que a maior parte das obras anteriores do artista não apresentava canções que pudessem ser categorizadas como apelativas para as boates. Matthew Ismael Ruiz, do portal Pitchfork, comentou que El Último Tour Del Mundo "chega ao cerne do que torna Bad Bunny tão atraente", apresentando uma ampla gama de influências com uma conexão genuína com sua música e persona, ao mesmo tempo em que "cruza a linha" entre a fanfarronice do rap e o "home vulnerável comum" com "relativa facilidade". Ruiz argumentou que não é o melhor lançamento do artista, mas "isso é quase irrelevante". Julyssa Lopez, da revista musical Rolling Stone, considerou o disco "uma desafiadora virada de jogo iluminada por rajadas de guitarra rock na indústria [do reggaeton]", e "um bom tempo excêntrico" que "não é de forma alguma um repúdio aos gêneros que fizeram de Bad Bunny uma estrela; no mínimo, é a prova de quão longe ele podem ir".
Verónica Bastardo, da revista The Quietus, percebeu que Bunny decidiu colocar "os ritmos de dembow e as vibrações festivas de lado" para experimentar "as guitarras confusas e a iconoclastia do punk rock" criando "narrativas sonoras frescas" em uma cenário de música reggaeton bastante "monótono". Gary Suarez, da página Vulture, descreveu o material como "polarizador por design" que "reflete a excitante incerteza do futuro" e considerou que seus três álbuns de estúdio solo "mostram o Bunny que conhecemos – sensível, mas presunçoso, divertido ainda determinado." Ele ainda comparou o "universalmente adorado" YHLQMDLG ao "individualista, à esquerda do centro El Último Tour Del Mundo.

## Turnê
El Último Tour del Mundo 2022 é a futura terceira turnê do cantor de reggaeton e latin trap porto-riquenho Bad Bunny, feita para promover o seu terceiro álbum solo de estúdio, El Último Tour Del Mundo (2021). A turnê irá começar em 9 de fevereiro de 2022 em Denver, Estados Unidos, na Ball Arena, com término previsto em 3 de abril de 2022 em Miami, Estados Unidos, na FTX Arena.

### Antecedentes
Bad Bunny planejou originalmente uma turnê em 2020 em apoio ao seu segundo álbum solo de estúdio, YHLQMDLG. Uma grande turnê europeia foi planejada para o verão, com Martinez se apresentando em festivais como o Primavera Sound. Contudo, devido à pandemia de COVID-19, a maioria das datas foram adiadas para 2021 e depois para 2022. Em 11 de abril de 2021, foi anunciada uma nova turnê norte-americana de Bad Bunny durante o WrestleMania 3. A turnê El Último Tour del Mundo 2022 está planejada para começar em 9 de fevereiro em Denver, juntamente com mais 34 datas.

### Recorde
A turnê El Último Tour del Mundo 2022 vendeu 480 mil ingressos em menos de uma semana, fazendo dessa a turnê que mais rapidamente vendeu ingressos na Ticketmaster desde 2018, quando a turnê “On The Tun II Tour”, de Beyoncé e Jay-Z, conquistou essa marca. De acordo com projeções da Billboard, espera-se que a turnê gere entre US$63 milhões e US$84 milhões.

### Datas
| Data                       | Cidade                     | País                       | Local                      | Público                    | Receita                    |
| Parte 1 — América do Norte | Parte 1 — América do Norte | Parte 1 — América do Norte | Parte 1 — América do Norte | Parte 1 — América do Norte | Parte 1 — América do Norte |
| -------------------------- | -------------------------- | -------------------------- | -------------------------- | -------------------------- | -------------------------- |
| 9 de fevereiro de 2022     | Denver                     | Estados Unidos             | Ball Arena                 | 16,979 / 16,979 (100%)     | US$3,067,378               |
| 11 de fevereiro de 2022    | El Paso                    | Estados Unidos             | Don Haskins Center         | 12,131 / 12,131 (100%)     | US$2,305,986               |
| 13 de fevereiro de 2022    | Hidalgo                    | Estados Unidos             | Payne Arena                | 6,524 / 6,524 (100%)       | US$1,801,518               |
| 16 de fevereiro de 2022    | Houston                    | Estados Unidos             | Toyota Center              | 30,661 / 30,661 (100%)     | US$5,220,928               |
| 17 de fevereiro de 2022    | Houston                    | Estados Unidos             | Toyota Center              | 30,661 / 30,661 (100%)     | US$5,220,928               |
| 18 de fevereiro de 2022    | Dallas                     | Estados Unidos             | American Airlines Center   | 35,730 / 35,730 (100%)     | US$8,522,949               |
| 19 de fevereiro de 2022    | Dallas                     | Estados Unidos             | American Airlines Center   | 35,730 / 35,730 (100%)     | US$8,522,949               |
| 23 de fevereiro de 2022    | San Diego                  | Estados Unidos             | Pechanga Arena             | 13,198 / 13,198 (100%)     | US$2,724,772               |
| 24 de fevereiro de 2022    | Los Angeles                | Estados Unidos             | Staples Center             | 17,053 / 17,053 (100%)     | US$3,552,044               |
| 25 de fevereiro de 2022    | Inglewood                  | Estados Unidos             | The Forum                  | 33,245 / 33,245 (100%)     | US$9,648,708               |
| 26 de fevereiro de 2022    | Inglewood                  | Estados Unidos             | The Forum                  | 33,245 / 33,245 (100%)     | US$9,648,708               |
| 28 de fevereiro de 2022    | Portland                   | Estados Unidos             | Moda Center                | 17,360 / 17,360 (100%)     | US$3,001,008               |
| 1 de março de 2022         | Seattle                    | Estados Unidos             | Climate Pledge Arena       | 16,477 / 16,477 (100%)     | US$3,056,808               |
| 3 de março de 2022         | San Jose                   | Estados Unidos             | SAP Center                 | 35,305 / 35,305 (100%)     | US$7,919,315               |
| 4 de março de 2022         | San Jose                   | Estados Unidos             | SAP Center                 | 35,305 / 35,305 (100%)     | US$7,919,315               |
| 5 de março de 2022         | Las Vegas                  | Estados Unidos             | MGM Grand Arena            | 12,940 / 12,940 (100%)     | US$2,953,364               |
| 6 de março de 2022         | Phoenix                    | Estados Unidos             | Phoenix Suns Arena         | 16,085 / 16,085 (100%)     | US$3,151,730               |
| 10 de março de 2022        | Rosemont                   | Estados Unidos             | Allstate Arena             | 51,430 / 51,430 (100%)     | US$11,245,170              |
| 11 de março de 2022        | Rosemont                   | Estados Unidos             | Allstate Arena             | 51,430 / 51,430 (100%)     | US$11,245,170              |
| 12 de março de 2022        | Rosemont                   | Estados Unidos             | Allstate Arena             | 51,430 / 51,430 (100%)     | US$11,245,170              |
| 14 de março de 2022        | Toronto                    | Canadá                     | Scotiabank Arena           | 17,579 / 17,579 (100%)     | US$2,247,259               |
| 16 de março de 2022        | Filadélfia                 | Estados Unidos             | Wells Fargo Center         | 17,680 / 17,680 (100%)     | US$2,517,650               |
| 18 de março de 2022        | Newark                     | Estados Unidos             | Prudential Center          | 16,593 / 16,593 (100%)     | US$3,832,788               |
| 19 de março de 2022        | Nova York                  | Estados Unidos             | Barclays Center            | 32,999 / 32,999 (100%)     | US$7,227,136               |
| 20 de março de 2022        | Nova York                  | Estados Unidos             | Barclays Center            | 32,999 / 32,999 (100%)     | US$7,227,136               |
| 22 de março de 2022        | Boston                     | Estados Unidos             | TD Garden                  | 16,455 / 16,455 (100%)     | US$3,081,433               |
| 23 de março de 2022        | Montreal                   | Canadá                     | Ball Centre                | 19,317 / 19,317 (100%)     | US$2,205,162               |
| 25 de março de 2022        | Washington                 | Estados Unidos             | Capital One Arena          | 18,244 / 18,244 (100%)     | US$3,529,181               |
| 26 de março de 2022        | Charlotte                  | Estados Unidos             | Spectrum Center            | 17,659 / 17,659 (100%)     | US$2,967,614               |
| 27 de março de 2022        | Atlanta                    | Estados Unidos             | State Farm Arena           | 15,026 / 15,026 (100%)     | US$2,988,345               |
| 29 de março de 2022        | Orlando                    | Estados Unidos             | Amway Center               | 33,200 / 33,200 (100%)     | US$5,598,339               |
| 30 de março de 2022        | Orlando                    | Estados Unidos             | Amway Center               | 33,200 / 33,200 (100%)     | US$5,598,339               |
| 1 de abril de 2022         | Miami                      | Estados Unidos             | FTX Arena                  | 54,998 / 54,998 (100%)     | US$12,396,368              |
| 2 de abril de 2022         | Miami                      | Estados Unidos             | FTX Arena                  | 54,998 / 54,998 (100%)     | US$12,396,368              |
| 3 de abril de 2022         | Miami                      | Estados Unidos             | FTX Arena                  | 54,998 / 54,998 (100%)     | US$12,396,368              |
| Total                      | Total                      | Total                      | Total                      | 574,868 / 574,868 (100%)   | US$116,762,953             |

## Lista de faixas
Créditos de composição das canções adaptados do catálogo do Universal Music Publishing Group e do Tidal.
| El Último Tour del Mundo |                                                     | |                                                             |         |  |
| N.º                      | Título                                              | Compositor(es) | Produtor(es)                                                | Duração |  |
| 1.                       | "El Mundo es Mío"                                   | Benito Martínez Mauricio Quijada                                                                                           | Maux                                                        | 2:45    |  |
| 2.                       | "Te Mudaste"                                        | Martínez Gabriel Mora Hector Lopez Marco Borrero Luis Gonzalez                                                             | Caleb Calloway MAG Mr. Naisgai Mora [a]                     | 2:10    |  |
| 3.                       | "Hoy Cobré"                                         | Martínez Jose Cruz Freddy Montalvo Kaled Rivera                                                                            | Súbelo Neo Elikai Hazen [a] Maux [a]                        | 2:42    |  |
| 4.                       | "Maldita Pobreza"                                   | Martínez Borrero Martin Coogan                                                                                             | MAG                                                         | 3:33    |  |
| 5.                       | "La Noche de Anoche" (participação de Rosalía)      | Martínez Rosalía Vila Marco Masís Carlos Ortiz Rivera Juan Rivera Jose Ortiz Rivera                                        | Tainy Chris Jeday Gaby Music                                | 3:23    |  |
| 6.                       | "Te Deseo Lo Mejor"                                 | Martínez Borrero Coogan | MAG                                                         | 2:19    |  |
| 7.                       | "Yo Visto Así"                                      | Martínez Borrero Coogan | MAG                                                         | 3:11    |  |
| 8.                       | "Haciendo Que Me Amas"                              | Martínez Borrero | MAG                                                         | 3:37    |  |
| 9.                       | "Booker T"                                          | Martínez Borrero | MAG                                                         | 2:36    |  |
| 10.                      | "La Droga"                                          | Martínez Misael Reynoso Borrero                                                                                            | MAG MDLC                                                    | 2:42    |  |
| 11.                      | "Dákiti" (participação de Jhay Cortez)              | Martínez Mora Marco Masís Jesús Cortez Nydia Laner Egbert Rosa                                                             | Tainy La Paciencia                                          | 3:25    |  |
| 12.                      | "Trellas"                                           | Martínez Borrero | MAG                                                         | 2:37    |  |
| 13.                      | "Sorry Papi" (participação de Abra)                 | Martínez Marco Masis | Tainy                                                       | 2:43    |  |
| 14.                      | "120"                                               | Martínez Masis | Tainy Foreign Teck Bass Charity                             | 2:31    |  |
| 15.                      | "Antes Que Se Acabe"                                | Martínez Lopez C. Ortiz Rivera Nino Segarra J. Rivera Borrero Manuel Lara-Colmenares Felix Lara-Colmenares J. Ortiz Rivera | Caleb Calloway Chris Jeday Gaby Music MAG Lara Project Nino | 3:41    |  |
| 16.                      | "Cantares de Navidad" (cantada por Trío Vegabajeño) | | Trío Vegabajeño                                             | 3:19    |  |
| Duração total:           | Duração total:                                      | Duração total: | Duração total:                                              | 47:14   |  |

Notes
- ↑[a]  significa um coprodutor não creditado[36]
- Cada título de música é estilizado em todas as letras maiúsculas, por exemplo, "Dákiti" é estilizado como "DÁKITI".

## Desempenho comercial
El Último Tour Del Mundo estreou em primeiro lugar na Billboard 200 dos EUA com 116 mil unidades vendidas, tornando-se o primeiro álbum em espanhol a chegar ao topo dessa parada. Isso rendeu a Bunny sua quarta entrada no top 10. Antes de El Último Tour Del Mundo, apenas dois álbuns cantados majoritariamente em espanhol alcançaram o primeiro lugar nessa tabela, Dreaming of You (1995) de Selena e Ancora (2006) de Il Divo. Também se tornou o quarto álbum totalmente gravado nesse idioma a entrar no top cinco, os outros sendo Fijación Oral, Vol. 1 de Shakira (2005) e Amar es Combatir (2006) de Maná, ambos no número quatro, e seu disco anterior YHLQMDLG (2020) no número dois. Em sua segunda semana, o material caiu para o número dois na parada, comercializando 57 mil unidades adicionais. Foi o 4º álbum latino mais vendido de 2020 nos Estados Unidos com 348 mil cópias comercializadas.

### Comentário
Em um artigo para a Billboard, Leila Cobo considerou a posição número um "uma grande vitória" para a indústria da música latina, que "por décadas viu seus artistas sistematicamente prejudicados pela grande mídia e pela indústria em geral, a menos que cantassem em inglês ou colaborassem com um artista mainstream conseguiriam esse feito." Entre os fatores que tornaram isso possível, ela citou Bunny como sendo "indiscutivelmente um dos artistas mais populares globalmente", a era do streaming, o crescimento sustentado do gênero de música latina nos Estados Unidos e globalmente, e que ele não foi "submetido" as barreiras que os artistas latinos "tiveram que colidir durante anos" para a entrarem [no mercado de música] nos Estados Unidos, já que não desfrutavam da mesma distribuição, transmissões de rádio, cobertura ou presença na mídia, indicações para prêmios ou aparições como atos convencionais", mesmo quando suas vendas globais de música mereciam isto." Ela também o considerou "um artista único com um apelo único que não é facilmente reproduzido". Ben Sisario do jornal The New York Times também citou o streaming como a "chave" para seu sucesso.

### Tabelas semanais
| Tabela musical (2020)               | Melhor posição |
| ----------------------------------- | -------------- |
| Bélgica (Ultratop 50 de Flandres)   | 77             |
| Bélgica (Ultratop 40 da Valônia)    | 74             |
| Canadá (Canadian Albums Chart)      | 23             |
| Espanha (PROMUSICAE)                | 1              |
| Estados Unidos (Top Latin Albums)   | 1              |
| Estados Unidos (Independent Albums) | 1              |
| Estados Unidos (Billboard 200)      | 1              |
| França (SNEP)                       | 123            |
| Itália (FIMI)                       | 23             |
| Países Baixos (MegaCharts)          | 58             |
| Suíça (Schweizer Hitparade)         | 25             |

| Região | Certificação | Vendas  |
| --- | ------------ | ------- |
| Espanha (PROMUSICAE) | Ouro         | 20,000‡ |
| ^distribuições baseadas apenas na certificação *números de vendas baseados somente na certificação ‡ vendas+valores de streaming baseados somente na certificação |              |         |